# Platanillo, Oaxaca
Platanillo är en ort i Mexiko.   Den ligger i kommunen Mazatlán Villa de Flores och delstaten Oaxaca, i den sydöstra delen av landet, 280 km sydost om huvudstaden Mexico City. Platanillo ligger 1 293 meter över havet och antalet invånare är 322.
Terrängen runt Platanillo är bergig åt sydost, men åt nordväst är den kuperad. Runt Platanillo är det ganska tätbefolkat, med 75 invånare per kvadratkilometer. Närmaste större samhälle är Huautla de Jiménez, 11,5 km nordost om Platanillo. I omgivningarna runt Platanillo växer i huvudsak städsegrön lövskog.